# Anja Schneider
Anja Schneider est une compositrice, DJ et productrice allemande de musique électronique. Elle est cofondatrice, avec Ralf Kollmann, du label berlinois Mobilee.

## Biographie
Anja Schneider déménage à Berlin en 1994 et fait alors la connaissance d'Ellen Allien. Elle fonde en 2005 le label Mobilee en compagnie de Ralf Kollmann.

## Discographie

### Maxis

#### En solo
| Année | Maxi               | Label   | Critique         |
| ----- | ------------------ | ------- | ---------------- |
| 2004  | Tonite             | PIAS    |                  |
| 2005  | Creaky Thoughts    | PIAS    |                  |
| 2006  | Lily of the Valley | Mobilee | Resident Advisor |
| 2007  | Loop de Mer        | Mobilee | Resident Advisor |
| 2008  | Mole               | Mobilee | Resident Advisor |
| 2010  | iThought           | Mobilee | Resident Advisor |
| 2010  | Pushin             | Mobilee | Resident Advisor |
| 2011  | Hello Boy!         | Mobilee |                  |
| 2012  | Little Creatures   | Mobilee |                  |